# 스프링 블라썸
스프링 블라썸(프랑스어: Seize Printemps, 영어: Spring Blossom)은 프랑스에서 제작된 수잔 랭동 감독의 2020년 드라마 영화이다. 수잔 랭동 등이 주연으로 출연하였다.
이 영화는 2020년 칸 영화제의 공식 선정작으로 이름을 올렸으나 프랑스의 코로나19 범유행으로 인해 칸 영화제에서는 상영을 하지 못했다.

## 출연

### 주연
- 수잔 랭동 - 수잔 역
- 아르노 발로아 - 라파엘 역

### 조연
- 프레드릭 피에롯 - 수잔 아버지 역
- 플로랑스 비알라 - 수잔 어머니 역
- 레베카 마흐데 - 마리 역
- 프랑소아즈 위드호프 - 크리스틴 포프 역
- 레이몽 아쿠아비바 - 자크 로드바르 역